# الزهورة (حزم العدين)

تعديل مصدري - تعديل

الزهورة محلة تابعة لقرية الصهوف، التابعة لعزلة بني الفخر بمديرية حزم العدين إحدى مديريات محافظة إب في الجمهورية اليمنية، بلغ تعداد سكانها 41 حسب تعداد اليمن لعام 2004.